# مدیریت هزینه‌ها
مدیریت هزینه‌ها (انگلیسی: Expense management) به معنی سیستم‌هایی است که به وسیله یک کسب و کار برای پردازش، پرداخت و ممیزی هزینه‌های مستقیم کارکنان به کار می‌رود.